# 王叔泰
王叔泰（818年—？），唐朝太原（今山西省太原市）人。王锷之孙，王稷之子。
長慶二年（822年），王稷為德州刺史，悉金寶、媵侍以行。横海军節度使李全略图财害命殺王稷，納王稷之女為媵妾。开成四年（839年），沧州节度使刘约上奏：“王稷为李全略所杀，家无遗类。王稷之子王叔泰，时年五岁，郡人宋忠献把他藏起来获免，于是收养，今已长成。臣褒奖其义，宋忠献已经补职，王叔泰送到京师。”唐文宗怜悯他：“王锷宣力，王稷捐躯，须录孤遗，微申悯念。王叔泰可让吏委部与九品官，令奉祭王鍔之祀。”